# SN 1954D
SN 1954D – supernowa odkryta 3 października 1954 roku w galaktyce M+05-02-22. W momencie odkrycia miała maksymalną jasność 17,40m.